# Naito Ando
Naito Ando (* 20. November 1997) ist ein japanischer Snowboarder. Er startet in der Disziplin Halfpipe.

## Werdegang
Ando nimmt seit 2011 an Wettbewerben der TTR World Snowboard Tour und der FIS teil. In der Saison 2015/16 siegte er bei der U.S. Revolution Tour in Copper Mountain. Sein Debüt im Weltcup hatte er im Januar 2016 in Mammoth, das er auf dem 16. Platz beendete. Im folgenden Monat belegte er beim Weltcup und U.S. Grand Prix of Snowboarding in Park City den dritten Platz. Im September 2016 triumphierte er bei den Cardrona Games. In der Saison 2017/18 kam er bei fünf Weltcupteilnahmen dreimal unter den ersten Zehn und erreichte damit den 17. Platz im Freestyle-Weltcup und den siebten Rang im Halfpipe-Weltcup.